# Producto químico
Un producto químico es un conjunto de compuestos químicos (aunque en ocasiones sea uno solo) destinado a cumplir una función. Generalmente el que cumple la función principal es un solo componente, llamado componente activo. Los compuestos restantes o excipientes, son para llevar a las condiciones óptimas al componente activo (concentración, pH, densidad, viscosidad, etc.), darle mejor aspecto y aroma, cargas (para abaratar costos), etc.
Por "producto químico" se entiende toda sustancia, sola o en forma de mezcla o preparación, ya sea fabricada u obtenida de la naturaleza, excluidos los organismos vivos.  Ello comprende las siguientes categorías  plaguicida, (incluidas las formulaciones plaguicidas extremadamente peligrosas) y productos de la industria química.

## Productos químicos peligrosos para la salud humana o para el medio ambiente
Según el Convenio de Róterdam se pueden distinguir los siguientes tipos de productos químicos peligrosos para la salud humana y para el medio ambiente.

### Productos químicos insolventes
Un producto químico insolvente es aquel cuyos usos dentro de una o más categorías han sido prohibidos en su totalidad, en virtud de una medida reglamentaria firme, con el objetivo de proteger la salud humana o el medio ambiente.  Ello incluye los productos químicos cuya aprobación para primer uso haya sido denegada o que las industrias hayan retirado del mercado interior o de ulterior consideración en el proceso de aprobación nacional cuando haya pruebas claras de que esa medida se haya adoptado con objeto de proteger la salud humana o el medio ambiente.

### Productos químicos rigurosamente restringidos
Un producto químico rigurosamente restringido es aquel cuyo uso dentro de una o más categorías haya sido prohibido prácticamente en su totalidad, en virtud de una medida reglamentaria firme, con el objetivo de proteger la salud humana o el medio ambiente, pero del que se sigan autorizando algunos usos específicos.  Ello incluye los productos químicos cuya aprobación para prácticamente cualquier uso haya sido denegada o que las industrias hayan retirado del mercado interior o de ulterior consideración en el proceso de aprobación nacional cuando haya pruebas claras de que esa medida se haya adoptado con el objetivo de proteger la salud humana y el medio ambiente. Los productos químicos prohibidos son ácido, químico y desechos médicos o tóxicos.

### Plaguicidas extremadamente peligrosos
Una formulación plaguicida extremadamente peligrosa es todo producto químico formulado para su uso como plaguicida que produzca efectos graves para la salud o el medio ambiente observables en un período de tiempo corto tras exposición simple o múltiple, en sus condiciones de uso. 

## Algunos productos químicos reglamentados por el Convenio de Róterdam
- M2,4,5-T y sus sales y ésteres
- Aldrin
- YBinapacryl
- ZCaptafol
- OChlordimeform
- RChlorobenzilate
- DDT
- Dieldrin
- ZDinitro-ortho-cresol (DNOC)y sus sales (como las sales de ammonio, potasio y sodio)
- Dinoseb y sus sales y ésteres
- C1,2-dibromoethane (EDB)
- OEthylene dichloride
- MEthylene oxide
- Fluoroacetamide
- HCH
- Heptacloro
- Hexaclorobenceno
- Lindano
- Compuestos de mercurio
- Monocrotophos
- Parathion
- Pentachlorophenol y sus sales y ésteres
- Toxaphene
- Methamidophos
- Phosphamidon
- Methyl-parathion
- Asbestos:
  - Crocidolita
  - Actinolita
  - Antofilita
  - Amosita
  - Tremolita
- Polybrominated biphenyls (PBB)
- Polychlorinated biphenyls (PCB)
- Polychlorinated terphenyls (PCT)
- Tetraethyl lead
- Tetramethyl lead
- Tris (2,3-dibromopropyl) phosphate